# 元数据编码和传输标准
元数据编码和传输标准（Metadata Encoding and Transmission Standard，METS），是由美國國會圖書館附屬機構所發展的一項元資料標準。
METS的發展，乃是基於數位圖書館目前仍缺乏類似AACR2這種可規範詮釋資料內容的標準，以及缺乏類似MARC這種可保存和交換詮釋資料的標準化架構。就文件層次而言，METS是數位物件典藏的單元、傳送的格式，是開放式典藏資訊系統（OAIS）裡的資訊封包；而就應用面來說，METS本身就是一種有效的資訊資源。
METS的檔案裡包含了三種詮釋資料的類型：
1. 描述性元資料：關於知識內容的資訊，類似標準的編目記錄。
2. 管理性元資料：管理、傳送、維護、典藏物件所必須的資訊。
3. 結構性元資料：描述物件的內部結構。

METS未來的趨勢就是發展成為數位圖書館保存和交換詮釋資料時的標準化架構。

## 外部連結
- METS官方網站 （页面存档备份，存于）